# Vリーグ2
Vリーグ2 (英: V.League 2) またはベトナム・ナショナル・フットボール・ファースト・リーグ（英語: Vietnamese National Football First League、ベトナム語: Giải bóng đá hạng nhất quốc gia）は、ベトナムのリーグ構成において上から2番目に位置するサッカーリーグである。2019年シーズンはスポンサーであるLSグループの名を冠してLS Vリーグ2（英語: LS V.League 2）とも呼ばれる。Vリーグ1同様、ベトナムプロフェッショナルフットボール株式会社 (VPF) によって運営される。

## 概要
2000年創設。当初は14クラブで開始され、その後7クラブにまで減る時期があったものの、2019年現在は12クラブでリーグ戦が行われている。シーズン終了後に優勝クラブはVリーグ1に昇格し、2位のクラブはVリーグ1の13位のクラブとの入れ替え戦に臨む。また、最下位のクラブはVリーグ3に降格する。
また、外国人選手や帰化選手の登録は認められない。
2021年シーズンのVリーグは、COVID-19パンデミックのため、8月24日にVリーグ1およびVリーグ2に参加する27クラブの全会一致で中止が決定し、併せて2022年シーズンのスケジュールが2月17日開幕、9月4日閉幕となった。

## 所属クラブ（2023年）
| チーム名       | ホームタウン               | ホームスタジアム         | 前年成績 |
| -------------- | -------------------------- | ------------------------ | -------- |
| アンザンFC     | アンザン省                 | アンザン・スタジアム     | V3 2位   |
| ビンディンFC   | ビンディン省クイニョン     | クイニョン・スタジアム   | 9位      |
| ビンフオックFC | ビンフオック省ドンソアイ   | ビンフオック・スタジアム | 8位      |
| ダクラクFC     | ダクラク省バンメトート     | バンメトート・スタジアム | 4位      |
| ドンタップFC   | ドンタップ省カオラン       | カオラン・スタジアム     | 3位      |
| クアンナムFC   | タムキー                   | タムキー・スタジアム     | 2位      |
| フエFC         | トゥアティエン＝フエ省フエ | トゥーゾー・スタジアム   | 7位      |
| ロンアンFC     | ロンアン省タンアン         | ロンアン・スタジアム     | 5位      |
| PVF-CAND FC    | フンイエン省フンイエン市   | PVFスタジアム            | 2位      |
| フードンFC     | ハノイ                     | ミーディン国立競技場     | V3 優勝  |
| タイニンFC     | タイニン省タイニン         | タイニン・スタジアム     | 6位      |
| カントーFC     | カントー                   | カントー・スタジアム     | V1 14位  |

## 結果
| 回 | 年度 | 優勝                   | 2位                          | 3位                    | クラブ数 |
| -- | ---- | ---------------------- | ---------------------------- | ---------------------- | -------- |
| 1  | 2001 | ビンディン             | ダナン                       | ハイ・クアン           |          |
| 2  | 2002 | ドンタム・ロンアン     | ドンタップ                   | ホアンアイン・ザライ   |          |
| 3  | 2003 | ハイフォン             | ビンズオン                   | タインホア             |          |
| 4  | 2004 | カン・サイゴン         | ホアファット・ハノイ         | トゥア・ティエン・フエ |          |
| 5  | 2005 | カトコ・カインホア     | ティエンザン                 | ドンア                 |          |
| 6  | 2006 | ドンタップ             | タインホア                   | フダ・フエ             |          |
| 7  | 2007 | テーコン               | バンホア・ハイフォン         | アンザン               |          |
| 8  | 2008 | Quân khu 4             | ハノイT&T                    | カオス・ドンタップ     |          |
| 9  | 2009 | ビサイ・ニンビン       | ホアファット・ハノイ         | XSKTカントー           | 14       |
| 10 | 2010 | ハノイACB              | タン・クアンニン             | SQCビンディン          | 12       |
| 11 | 2011 | サイゴン・スアンタイン | キエンロンバンク・キエンザン | SQCビンディン          | 14       |
| 12 | 2012 | ドンタム・ロンアン     | ハノイ                       | ドンナイ               | 14       |
| 13 | 2013 | QNKクアンナム          | タン・クアンニン             | フンブオン・アンザン   | 8        |
| 14 | 2014 | TDCSドンタップ         | サンナ・カインホアBVN        | XSKTカントー           | 8        |
| 15 | 2015 | ハノイ                 | フエ                         | ホーチミン・シティ     | 8        |
| 16 | 2016 | ホーチミン・シティ     | ベトテル                     | ナムディン             | 10       |
| 17 | 2017 | ナムディン             | フエ                         | ビンフオック           | 7        |
| 18 | 2018 | ベトテル               | ハノイB                      | ドンタップ             | 10       |
| 19 | 2019 | ホンリン・ハティン     | フォーヒエン                 | ビンフオック           | 12       |